# Monster Musume no Iru Nichijou
Monster Musume no Iru Nichijou (モンスター娘のいる日常) que pode ser traduzido como: "Vida Cotidiana com Garotas Monstros", é um mangá escrito e ilustrado pelo artista japonês Okayado. O mangá originalmente iniciou-se como uma série de de mangá em formato one-shot. Uma adaptação para anime estreou em 7 de julho de 2015.
"Monster Musume", como popularmente é conhecido, é atualmente publicado pela editora Tokuma Shoten em sua revista Monthly Comic Ryū e é licenciado na América do Norte pela Seven Seas Entertainment. A série possui, no momento, vinte volumes tankōbon lançados no Japão.
A história gira em torno do protagonista Kurusu Kimihito, que muitas vezes é chamado de "querido", dentre outros apelidos carinhosos, pelas suas "hóspedes". Após ele se envolver por engano em um programa de "Intercâmbio Cultural de Interespécies", como consequência sua vida diária acaba tornando-se uma verdadeira bagunça.

## Sinopse
Durante anos o governo japonês manteve um segredo: que criaturas místicas como centauros, harpias e lâmias são reais. Três anos antes de começar esta história, as autoridades governamentais revelaram a existência dessas criaturas e aprovaram um projeto conhecido como "Intercâmbio Cultural de Interespécies". Desde então, essas novas "espécies" começaram a coexistir com os humanos, vivendo com famílias comuns como hóspedes de intercâmbio, estabelecendo, é claro, alguns direitos e restrições (sendo a principal delas o fato das inter-espécies estarem proibidas de atacar ou prejudicar os seres humanos e vice-versa).
Kurusu Kimihito não era um voluntário do programa de intercâmbio, mas, quando a Sra Smith enviou a Miia para a sua casa por engano, como ela estava muito assustada e envergonhada, ele não teve coragem de mandá-la embora e eles começaram a viver juntos. À medida que a história continua, Kimihito acaba por oferecer abrigo (pela sua boa vontade ou à base da força) a outras interespécies do sexo feminino, cada uma de uma espécie diferente. E não demorou muito para ele encontrar-se em um ambiente caótico, onde ele se esforça para viver em harmonia com suas novas companhias, enquanto tenta lidar com as constantes situações embaraçosas e ao mesmo tempo ajudar elas a se dar bem no mundo humano.

## Mangá
O mangá estreou em março de 2012 na revista com temática seinen Monthly Comic Ryū (após a revista ter ficado em hiato por cerca de 9 meses), e publicado pela editora Tokuma Shoten. Até março de 2025, um total de 20 volumes tankōbon foram lançados. Ambas, a estória e a ilustração, são de autoria do artista japonês Inui Takemaru, conhecido pelo pseudônimo 'OKAYADO'. Na América do Norte a série de mangá é licenciada pela Seven Seas Entertainment desde 14 de fevereiro de 2013, quando ocorreu o anúncio da aquisição da mesma.

### Recepção
Em agosto de 2014, foi anunciado que a obra havia vendido mais de 900.000 cópias relativas aos primeiros cinco volumes tankōbon, um fato grandioso até porquê o autor é relativamente desconhecido. Em outubro de 2014, a marca de 1 milhão de cópias foi alcançada, com um trailer de 40 segundos em comemoração. Segundo a "The New York Times", em sua secção de 'best seller' de mangás lançados em território americano, o mangá de Monster Musume teve todos os volumes que foram traduzidos para o inglês lançados até o momento (5 no total), entre os 10 mais vendidos.
Em setembro de 2014, o site oficial solicitou aos fãs para opinar através do twitter sobre o que eles gostariam de ver se a série fosse adaptada em um anime. Iniciando com a pergunta de quais cenas definitivamente não deveriam ser removidas caso o anime fosse produzido.

### Lista de volumes
| N.º | Data de lançamento japonês | ISBN japonês      |
| --- | -------------------------- | ----------------- |
| 1   | 13 de setembro de 2012     | 978-4-19-950306-1 |
| 2   | 13 de fevereiro de 2013    | 978-4-19-950324-5 |
| 3   | 13 de julho de 2013        | 978-4-19-950347-4 |
| 4   | 13 de novembro de 2013     | 978-4-19-950362-7 |
| 5   | 13 de março de 2014        | 978-4-19-950386-3 |
| 6   | 13 de setembro de 2014     | 978-4-19-950412-9 |
| 7   | 13 de março de 2015        | 978-4-19-950441-9 |
| 8   | 12 de agosto de 2015       | 978-4-19-950465-5 |
| 9   | 13 de fevereiro de 2016    | 978-4-19-950492-1 |
| 10  | 13 de junho de 2016        | 978-4-19-950513-3 |
| 11  | 12 de novembro de 2016     | 978-4-19-950535-5 |
| 12  | 13 de abril de 2017        | 978-4-19-950560-7 |
| 13  | 13 de outubro de 2017      | 978-4-19-950590-4 |
| 14  | 13 de junho de 2018        | 978-4-19-950630-7 |
| 15  | 13 de junho de 2019        | 978-4-19-950656-7 |
| 16  | 13 de junho de 2020        | 978-4-19-950708-3 |
| 17  | 11 de junho de 2021        | 978-4-19-950742-7 |
| 18  | 13 de fevereiro de 2023    | 978-4-19-950802-8 |
| 19  | 13 de março de 2024        | 978-4-19-950848-6 |
| 20  | 13 de março de 2025        | 978-4-19-950899-8 |

## Anime

### Lista de episódios
| N.º   | Título em português Título original | Exibição original      |
| ----- | --- | ---------------------- |
| 1     | "Dia a Dia com uma Lâmia" Transliteração: "Ramia no Iru Nichijō" (em japonês: ラミアのいる日常)                                              | 7 de Julho de 2015     |
| 2     | "Dia a Dia com uma Harpia e uma Centaura" Transliteração: "Hāpī to Kentaurosu no Iru Nichijō" (em japonês: ハーピーとケンタウロスのいる日常) | 14 de Julho de 2015    |
| 3     | "Dia a Dia Sobre Circunstâncias Perigosas" Transliteração: "Abunai Jijō na Nichijō" (em japonês: アブない事情な日常)                         | 21 de Julho de 2015    |
| 4     | "Dia a Dia com uma Slime" Transliteração: "Suraimu no Iru Nichijō" (em japonês: スライムのいる日常)                                          | 28 de Julho de 2015    |
| 5     | "Dia a Dia com uma Sereia" Transliteração: "Ningyo no Iru Nichijō" (em japonês: 人魚のいる日常)                                              | 4 de Agosto de 2015    |
| 6     | "Dia a Dia Descamando e Botando Um Ovo" Transliteração: "Dappi to Sanran Suru Nichijō" (em japonês: 脱皮と産卵する日常)                      | 11 de Agosto de 2015   |
| 7     | "Dia a Dia com o MON e uma Arachne" Transliteração: "Tsuki to Arakune no Iru Nichijō" (em japonês: MONとアラクネのいる日常)                  | 18 de Agosto de 2015   |
| 8     | "Dia a Dia com Péssimas Condições de Saúde" Transliteração: "Taichō Furyō Nichijō" (em japonês: 体調不良日常)                                | 25 de Agosto de 2015   |
| 9     | "Dia a Dia com Cartas Ameaçadoras" Transliteração: "Kefuhakujiyau ga Kita Nichijō" (em japonês: 脅迫状が来た日常)                            | 1 de Setembro de 2015  |
| 10    | "Dia a Dia com D" Transliteração: "D no Iru Nichijō" (em japonês: Dのいる日常)                                                               | 8 de Setembro de 2015  |
| 11    | "Dia a Dia com um Dullahan" Transliteração: "Durahan no Iru Nichijō" (em japonês: デュラハンのいる日常)                                      | 15 de Setembro de 2015 |
| 12    | "Dia a Dia com Garotas Monstros" Transliteração: "Monsutā Musume-tachi no Iru Nichijō" (em japonês: モンスター娘たちのいる日常)              | 22 de Setembro de 2015 |
| OVA 1 | "Dia a Dia na Piscina" Transliteração: "Jimu de Pūru na Nichijō" (em japonês: ジムでプールな日常)                                            | 11 de Novembro de 2016 |
| OVA 2 | "Dia a Dia Quando Rachnera Desaperece" Transliteração: "Rakunera ga Inaku Naru Nichijō" (em japonês: ラクネラがいなくなる日常)               | 13 de Abril de 2017    |